# Гуцаленко Ганна
Га́нна Гуцале́нко (нар. 1987) — українська спортсменка-веслувальниця. Бронзова призерка чемпіонату Європи.

## З життєпису
Народилась 1987 року.
Спортивні досягнення
- Чемпіонат світу з веслування серед юніорів 2005 (Бранденбург) — двійка — 6 місце
- Чемпіонат світу з веслування серед юніорів 2006 (Газевінкель; Бельгія) — вісімка — 8 місце
- Чемпіонат світу з веслування серед юніорів 2009 (Рачіце; Чехія) — двійка — 4 місце
- Чемпіонат світу з веслування серед юніорів 2010 (Монтемор-у-Велю) — двійка — 5 місце
- Чемпіонат Європи з академічного веслування 2011 (Пловдив); вісімка — бронзова нагорода[2]